# Ivan Ilić (piłkarz)
Ivan Ilić (ur. 17 marca 2001 w Niszu) – serbski piłkarz, występujący na pozycji pomocnika we włoskim klubie Torino FC oraz w reprezentacji Serbii. Uczestnik Mistrzostw Świata 2022.      Brat innego piłkarza, Luki Ilicia.

## Kariera klubowa
Swoją karierę rozpoczął w wieku juniorskim w Realu Nisz, a w 2016 przeszedł do juniorów Crvenej zvezdy. W sezonie 2016/2017 został włączony do jej pierwszej drużyny, a 1 kwietnia 2017 w wygranym 2:1 spotkaniu ze Spartakiem Subotica zadebiutował w Super liga Srbije. W sezonie 2016/2017 wywalczył z klubem wicemistrzostwo Serbii.
W lipcu 2017 został zawodnikiem angielskiego Manchesteru City, jednak od razu został wypożyczony do Crvenej zvezdy, w której pozostał do końca grudnia 2018. Następnie był wypożyczony do zespołu FK Zemun, ligowego rywala Crvenej zvezdy oraz do holenderskiego klubu NAC Breda (Eerste divisie).
W 2020 przeszedł na wypożyczeniu do włoskiego Hellasu Verona. Swój pierwszy mecz w Serie A rozegrał 19 września 2020 przeciwko AS Roma (3:0), a 23 grudnia 2020 przeciwko Interowi Mediolan (1:2) strzelił swojego pierwszego gola w tych rozgrywkach. W sierpniu 2021 przeszedł do Hellasu na zasadzie transferu definitywnego.
W styczniu 2023 został wypożyczony do także grającego w Serie A zespołu Torino FC, przez który został wykupiony po zakończeniu sezonu 2022/2023, za kwotę 15,7 mln euro.

## Kariera reprezentacyjna
W reprezentacji Serbii zadebiutował 7 czerwca 2021 w zremisowanym 1:1 towarzyskim spotkaniu z Jamajką. W 2022 został powołany do kadry na mistrzostwa świata i zagrał na nich w meczu z Brazylią (0:2), a Serbia zakończyła turniej na fazie grupowej.